# Siliquamomum
Siliquamomum är ett släkte av enhjärtbladiga växter. Siliquamomum ingår i familjen Zingiberaceae.
Kladogram enligt Catalogue of Life:
| Siliquamomum | \| \| Siliquamomum oreodoxa \| \| \| \| \| \| Siliquamomum tonkinense \| \| \| \| |
|              | \| \| Siliquamomum oreodoxa \| \| \| \| \| \| Siliquamomum tonkinense \| \| \| \| |
|              | Siliquamomum oreodoxa                                                             |
|              |                                                                                   |
|              | Siliquamomum tonkinense                                                           |
|              |                                                                                   |